# Hollywoodland
Pour plus de détails, voir Fiche technique et Distribution.
Hollywoodland est un film policier américain réalisé par Allen Coulter, sorti en 2006. Le sujet tourne autour de la mort de George Reeves , acteur de Superman. Le titre initialement prévu était Truth, Justice and the American Way, qui reprend la devise de Superman, devenu un symbole patriotique des États-Unis.

## Synopsis

### Situation initiale et élément déclencheur
16 juin 1959. L'acteur George Reeves (Ben Affleck), l'héroïque homme d'acier du feuilleton télévisé Les Aventures de Superman, est abattu d'une balle dans sa maison des collines de Hollywood. Il laisse derrière lui sa fiancée, la jeune starlette Leonore Lemmon (Robin Tunney), et des millions de fans sous le choc. Malgré les circonstances étranges de sa mort, la police clôt aussitôt l'affaire, mais la mère de George, Helen Bessolo (Lois Smith), n'est pas décidée à s'en tenir là. Elle engage un détective privé, Louis Simo (Adrien Brody). Celui-ci découvre que Reeves entretenait une liaison avec Toni (Diane Lane), l'épouse d'Eddie Mannix (Bob Hoskins), un cadre haut placé chez MGM, et que cela pourrait bien être la clé du meurtre...
L'enquête de Simo va le conduire dans l'envers du décor de Hollywood et il va se rendre compte que la justice y règne plus sur les écrans que dans la vie. L'affaire implique beaucoup de monde et il n'en sortira pas indemne. George Reeves avait des secrets… Derrière l'icône, se cachait un homme complexe qui a donné sa vie à Hollywood de plus d'une manière.
Le film narre deux histoires en parallèle : la vie de Reeves, à travers des flashbacks uniquement, et l'enquête menée par Simo.

### Flashbacks sur la vie de Reeves
Dans les flashbacks au début de l'histoire, Reeves apparaît comme un homme jeune mais plutôt veule, ayant une tendance à se laisser aller physiquement (il s'empâte et boit), dont la carrière professionnelle est en panne. L'attribution du rôle de Superman le revalorise à ses propres yeux jusqu'au moment où il réalise que ce succès est factice et que le public ne voit en lui que le super-héros. Il comprend aussi que Toni lui refuse toute aide dans sa carrière car elle craint que Reeves ne la quitte s'il devenait indépendant du studio de son mari, Eddie Mannix.
Reeves décide de partir à New York pour donner une nouvelle impulsion à sa carrière quitte à prendre des risques professionnels pour réaliser des projets plus ambitieux sur le plan artistique. En même temps il décide de rompre sa liaison avec Toni, et se laisse séduire par Léonore. Mais cette rupture plonge Toni dans le désespoir ce qui provoque la consternation, puis la colère de Mannix, très amoureux de sa femme, et qui ne peut supporter que Reeves la fasse souffrir alors que leur liaison ne lui posait aucun problème. Il décide donc de contrecarrer les projets de Reeves. En même temps ce dernier réalise que Léonore n'est intéressée que par l'argent et ne comprend absolument pas pour quelle raison Reeves préfère faire évoluer sa carrière plutôt que de se contenter de gagner beaucoup d'argent avec le rôle de Superman.

### Enquête de Simo
L'histoire de l'enquête menée par Louis Simo se déroule en parallèle, sur le plan scénographique, dans un temps assez bref (une quinzaine de jours tout au plus) tandis que les événements qui ont abouti à la mort de Reeves s'étalent eux sur plusieurs années. Dès le début, Simo définit trois hypothèses différentes sur la mort de George Reeves :
1. le suicide (la thèse officielle) : Reeves, acteur doué mais prisonnier du rôle de Superman, au futur incertain, amoureusement désabusé, se serait tiré une balle dans la tête par désespoir de voir sa carrière bloquée en même temps qu'il avait mis fin à sa liaison avec une Toni maladivement possessive, pour se lancer dans une histoire sans issue avec Leonore, dont il découvre vite qu'elle est aussi cupide qu'écervelée.
2. l'assassinat : G. Reeves suscitait beaucoup de jalousies par sa beauté et sa réussite ; Eddie Mannix, patron de la MGM, l'aurait fait assassiner par un tueur à gage pour des raisons confuses et contradictoires : se venger de la liaison de Reeves avec sa femme, se venger de la trahison de Reeves (qui quittait la MGM), ou par amour pour sa femme désespérée par la rupture de leur liaison par Reeves.
3. l'accident : Reeves aurait été tué accidentellement par Leonore Lemmon alors qu'il essayait de lui ôter des mains une arme dont elle s'était saisie

La scène de sa mort est représentée trois fois sous l'angle de chacune des hypothèses évoquées (accident, meurtre ou suicide). 
La partie du film sur l'enquête permet de découvrir Simo. Ce dernier vit séparé de sa femme dans un appartement qui lui sert de bureau et éprouve de grandes difficultés à nouer une relation paternelle viable avec son fils d'une dizaine d'années, choqué par la mort de Reeves, qu'il identifie complètement à Superman. Simo se retrouve ainsi comparé - à son désavantage - à ce Superman idéalisé, mais fantasmatique, et se persuade qu'il va reconquérir l'estime de son fils s'il élucide la mort de Reeves/Superman.

### Dénouement
L'échec de Simo à élucider la mort de Reeves précipite sa déchéance et éloigne plus encore son fils de lui. Au total, Simo est brisé psychologiquement (il perd définitivement son fils), physiquement (il se met à boire) et professionnellement (il est mis au ban des détectives privés par ses collègues). Mais la fin est ouverte puisqu'au dernier plan on le voit en costume cravate se rendant au volant de sa voiture dans son ancienne maison avec l'espoir de saluer son fils.

## Fiche technique
- Titre original : Hollywoodland
- Réalisation : Allen Coulter
- Scénario : Paul Bernbaum
- Production : Glenn Williamson
- Distribution : Focus Features, Miramax Films
- Musique : Marcelo Zarvos (en)
- Pays :  États-Unis
- Langue : anglais, Français
- Genre : Comédie dramatique, Biopic
- Durée : 126 minutes
- Dates de sortie : 
  - États-Unis : 8 septembre 2006
  - France : 3 janvier 2007

## Distribution
- Adrien Brody (VF : Adrien Antoine ; VQ : François Sasseville) : Louis Simo
- Diane Lane (VF : Martine Irzenski ; VQ : Anne Bédard) : Toni Mannix
- Ben Affleck (VF : Jean-Pierre Michael ; VQ : Pierre Auger) : George Reeves
- Bob Hoskins (VF : Gérard Boucaron ; VQ : Vincent Davy) : Eddie Mannix
- Robin Tunney (VF : Valérie Siclay ; VQ : Julie Burroughs) : Leonore Lemmon
- Kathleen Robertson (VF : Vanina Pradier) : Carol Van Ronkel
- Lois Smith (VF : Arlette Thomas ; VQ : Béatrice Picard) : Helen Bessolo
- Phillip MacKenzie : Bill Bliss
- Larry Cedar (VQ : Jacques Lavallée) : Chester Sinclair
- Eric Kolder : Barbell
- Caroline Dhavernas (VF : Margot Faure ; VQ : elle-même) : Kit Holliday
- Kevin Hare : Robert Condon
- Molly Parker (VF : Déborah Perret ; VQ : Christine Séguin) : Laurie Simo
- Zach Mills (VF : Lewis Weill) : Evan Simo
- Neil Crone : Chuck
- Gareth Williams (VF : Jean-Jacques Moreau) : Del
- Seamus Dever : Phillip
- Ted Atherton : l'inspecteur Doug Johnson
- Diego Fuentes (VF : Christophe Lemoine) : Natividad Vacio
- Dash Mihok (VF : Pascal Casanova) : le sergent Jack Paterson
- Veronica Watt : Rita Hayworth
- Ayumi Iizuka : Madame Yoshida
- Jeffrey DeMunn (VF : Michel Ruhl ; VQ : Claude Préfontaine) : Art Weissman
- Jeff Teravainen : Lester Koenig
- Brendan Wall : Harold Chiles
- Eric Weinthal : Barney Sarecky
- Steve Adams : Bob Maxwell
- Jack Newman : Izzy Berne
- Brad William Henke (VF : Guillaume Lebon ; VQ : Frédéric Paquet) : Russ Taylor
- Channing Mitchell (VF : Georges Caudron) : Earl Wilson
- Joseph Adam : Jack Larson / Jimmy Olsen
- Lorry Ayers : Phyllis Coates / Lois Lane
- Robert B. Kennedy : Tommy Carr
- Sven Van de Ven : John Hamilton / Perry White
- Gray Powell : Chad
- Michael Rhoades (VF : Georges Caudron) : James Engelmann
- Joe Spano (VF : Gabriel Le Doze) : Howard Strickling
- Richard Fancy (en) : Alford "Rip" Van Ronkel
- Jeff Cowan : Maxwell Arnow
- Peter James Haworth : Fred Zinnemann
- Jason Spevack (VF : Simon Darchis) : Kenneth Giles
- Terry Barna : Buddy Adler
- Erin Gooderham : Jackie
- Cameron Mitchell Jr. : Earl Wilson
- Donald Burda : Rick Harris
- Dendrie Taylor (VF : Sylvain Clément) : Madame Sinclair
- Jon Vladimir Cubrt (VF : Patrick Osmond) : l'employé à la morgue
- Joan Gregson (VF : Lily Baron) : la vendeuse à Chopard
- David Holt : le juge Eisler
- Todd Grinnell : le journaliste du Times
- David J. MacNeil : l'officier Daniel Korby
- Eric Fink : le serveur
- Jody Jaress : la femme de ménage de Mannix
- Murray Oliver et Walter Rinaldi : les journalistes aux funérailles
- Steve Brandes : le détective voyou
- Charlie Lea : Evan à 5 ans

Source et légende : Version française (VF) sur AlloDoublage et Version québécoise (VQ) sur Doublage Québec.

## Autour du film
- C’est Hugh Jackman qui devait incarner le personnage de George Reeves mais il refusa pour conflit d'emploi du temps et le rôle fut confié à Ben Affleck.
- Benicio del Toro et Joaquin Phoenix étaient pressentis pour incarner Louis Simo mais tous deux refusèrent pour conflits d'emploi du temps et Adrien Brody fut engagé.

## Critiques et analyse
Selon certains critiques, il y aurait un peu de JFK dans ce film, et de Marilyn Monroe, star hollywoodienne dont la mort a aussi suscité les fantasmes.[réf. nécessaire] Hollywoodland évoque le Hollywood des années 1950, marqué par le maccarthysme même si, au moment où se déroule l'action (1959), la chasse aux sorcières appartient au passé.

## Sortie et accueil

### Accueil critique
Hollywoodland est globalement bien reçu par la critique, récoltant 68 % de critiques favorables sur le site Rotten Tomatoes, pour 180 critiques collectés et une moyenne de 6,5⁄10. Sur le site Metacritic, il obtient un score de 62⁄100, pour 33 critiques.

## Récompense
- Mostra de Venise 2006 : Coupe Volpi de la meilleure interprétation masculine pour Ben Affleck

## Nomination
- Golden Globes 2007 : Meilleur acteur dans un second rôle pour Ben Affleck